# NSWRL 1980
Die NSWRL 1980 war die 73. Saison der New South Wales Rugby League Premiership, der ersten australischen Rugby-League-Meisterschaft. Den ersten Tabellenplatz nach Ende der regulären Saison belegten die Eastern Suburbs Roosters. Diese verloren im Finale 4:18 gegen die Canterbury-Bankstown Bulldogs, die damit die NSWRL zum dritten Mal gewannen.

## Tabelle
|      | Team                          | Spiele | Siege | Unent. | Ndlg. | Spiel- punkte | Diff. | Tabellen- punkte |
| ---- | ----------------------------- | ------ | ----- | ------ | ----- | ------------- | ----- | ---------------- |
| 01.  | Eastern Suburbs Roosters      | 22     | 14    | 2      | 6     | 339:249       | + 90  | 30               |
| 02.  | Canterbury-Bankstown Bulldogs | 22     | 15    | 0      | 7     | 361:334       | + 27  | 30               |
| 03.  | Western Suburbs Magpies       | 22     | 14    | 0      | 8     | 429:308       | + 121 | 28               |
| 04.  | St. George Dragons            | 22     | 13    | 2      | 7     | 367:321       | + 46  | 28               |
| 05.  | South Sydney Rabbitohs        | 22     | 12    | 1      | 9     | 392:318       | + 74  | 25               |
| 06.  | Parramatta Eels               | 22     | 11    | 2      | 9     | 420:317       | + 103 | 24               |
| 07.  | Manly-Warringah Sea Eagles    | 22     | 11    | 2      | 9     | 335:354       | - 19  | 24               |
| 08.  | Newtown Jets                  | 22     | 11    | 1      | 10    | 348:357       | - 9   | 23               |
| 09.  | Cronulla-Sutherland Sharks    | 22     | 9     | 2      | 11    | 350:346       | + 4   | 20               |
| 010. | Balmain Tigers                | 22     | 7     | 0      | 15    | 330:382       | - 52  | 14               |
| 011. | North Sydney Bears            | 22     | 6     | 1      | 15    | 282:405       | - 123 | 13               |
| 012. | Penrith Panthers              | 22     | 2     | 1      | 19    | 294:556       | - 262 | 5                |

## Playoffs

### Ausscheidungs/Qualifikationsplayoffs
| 6. September | Canterbury-Bankstown Bulldogs | 22 : 17 | Western Suburbs Magpies | Sydney Cricket Ground, Sydney Zuschauer: 21.948 Schiedsrichter: Greg Hartley |
| 6. September | (12:2) Bericht                |         |                         | Sydney Cricket Ground, Sydney Zuschauer: 21.948 Schiedsrichter: Greg Hartley |

| 7. September | St. George Dragons | 16 : 5 | South Sydney Rabbitohs | Sydney Cricket Ground, Sydney Zuschauer: 33.552 Schiedsrichter: Jack Danzey |
| 7. September | (10:2) Bericht     |        |                        | Sydney Cricket Ground, Sydney Zuschauer: 33.552 Schiedsrichter: Jack Danzey |

| 13. September | Canterbury-Bankstown Bulldogs | 13 : 7 | Eastern Suburbs Roosters | Sydney Cricket Ground, Sydney Zuschauer: 28.883 Schiedsrichter: Greg Hartley |
| 13. September | (4:5) Bericht                 |        |                          | Sydney Cricket Ground, Sydney Zuschauer: 28.883 Schiedsrichter: Greg Hartley |

| 14. September | Western Suburbs Magpies | 13 : 7 | St. George Dragons | Sydney Cricket Ground, Sydney Zuschauer: 28.451 Schiedsrichter: Jack Danzey |
| 14. September | (2:2) Bericht           |        |                    | Sydney Cricket Ground, Sydney Zuschauer: 28.451 Schiedsrichter: Jack Danzey |

### Halbfinale
| 20. September | Eastern Suburbs Roosters | 41 : 5 | Western Suburbs Magpies | Sydney Cricket Ground, Sydney Zuschauer: 28.596 Schiedsrichter: Greg Hartley |
| 20. September | (17:0) Bericht           |        |                         | Sydney Cricket Ground, Sydney Zuschauer: 28.596 Schiedsrichter: Greg Hartley |

### Grand Final
| 27. September | Canterbury-Bankstown Bulldogs                                                 | 18 : 4        | Eastern Suburbs Roosters  | Sydney Cricket Ground, Sydney Zuschauer: 52.881 Schiedsrichter: Greg Hartley |
| 27. September | Versuche: Anderson, Gearin Erhöhungen: Gearin (2/2) Straftritte: Gearin (4/4) | (7:4) Bericht | Straftritte: Wright (2/2) | Sydney Cricket Ground, Sydney Zuschauer: 52.881 Schiedsrichter: Greg Hartley |

| 1  | Greg Brentnall |
| 2  | Chris Anderson |
| 3  | Chris Mortimer |
| 4  | Peter Mortimer |
| 5  | Steve Gearin   |
| 6  | Garry Hughes   |
| 7  | Steve Mortimer |
| 8  | Mark Hughes    |
| 9  | Steve Folkes   |
| 10 | Graeme Hughes  |
| 11 | Geoff Robinson |
| 12 | George Peponis |
| 13 | John Coveney   |

| 1  | Marty Gurr        |
| 2  | David Michael     |
| 3  | Kerry Boustead    |
| 4  | Noel Cleal        |
| 5  | Stephen McFarlane |
| 6  | Ken Wright        |
| 7  | Kevin Hastings    |
| 8  | Gary Warnecke     |
| 9  | Des O’Reilly      |
| 10 | John Tobin        |
| 11 | Royce Ayliffe     |
| 12 | John Lang         |
| 13 | John Harvey       |